# Élisabeth Lamouly
Élisabeth Lamouly, veuve Ducourneau, née le 1er septembre 1904 à Belin en Gironde et morte guillotinée à Bordeaux,  le 8 janvier 1941, est une empoisonneuse condamnée à mort et exécutée pour avoir assassiné sa mère et son mari en leur faisant ingérer de la digitaline. Elle est la première des cinq femmes guillotinées par le régime de Vichy mettant ainsi un terme à un moratoire sur les exécutions de femmes de près d'un demi-siècle durant lequel la grâce présidentielle était systématiquement accordée et les peines commuées en détention à perpétuité.

## Éléments biographiques
Élisabeth Lamouly naît à Belin en Gironde, le 1er septembre 1904. Ses parents, Augustin Lamouly et Jeanne Brun y sont cultivateurs dans leur petite propriété viticole. Le 4 novembre 1922, Élisabeth Lamouly, âgée de 18 ans, épouse Jean Ducourneau,,. En 1924, une première enfant nait de cette union, Élisabeth Ducourneau. La famille habite chez les parents Lamouly et travaille à l'exploitation. Un deuxième enfant naît vers 1929. Le père, Augustin Lamouly, exploitant viticole, meurt en août 1936 et la mère d'Élisabeth, une année plus tard, le 31 août 1937.
En mai 1938, le couple décide de s'installer à Bordeaux et d'y acheter un bar,. Le 25 octobre 1938, vers midi, Jean Ducourneau meurt de manière totalement inopinée. Les rumeurs vont bon train. Une lettre anonyme, incriminant Élisabeth Lamouly et Gilbert-Édouard Camou, un docker qui loue une chambre aux époux Ducourneau, est adressée au parquet qui diligente une enquête.

### L'enquête
Le responsable de la police bordelaise, M. Lagarrigue, charge l'inspecteur Deyts de l'interrogatoire d'Élisabeth Lamouly et de son locataire qui se révèle bien vite être bien davantage qu'un simple pensionnaire étant l'amant de son hébergeuse. Élisabeth Lamouly ne tarde pas à passer aux aveux concernant le meurtre de son mari et, plus encore, reconnait avoir empoisonné sa mère en 1937. Les deux protagonistes sont écroués. Le juge d'instruction d'Uhalt est saisi,,.

#### Le matricide

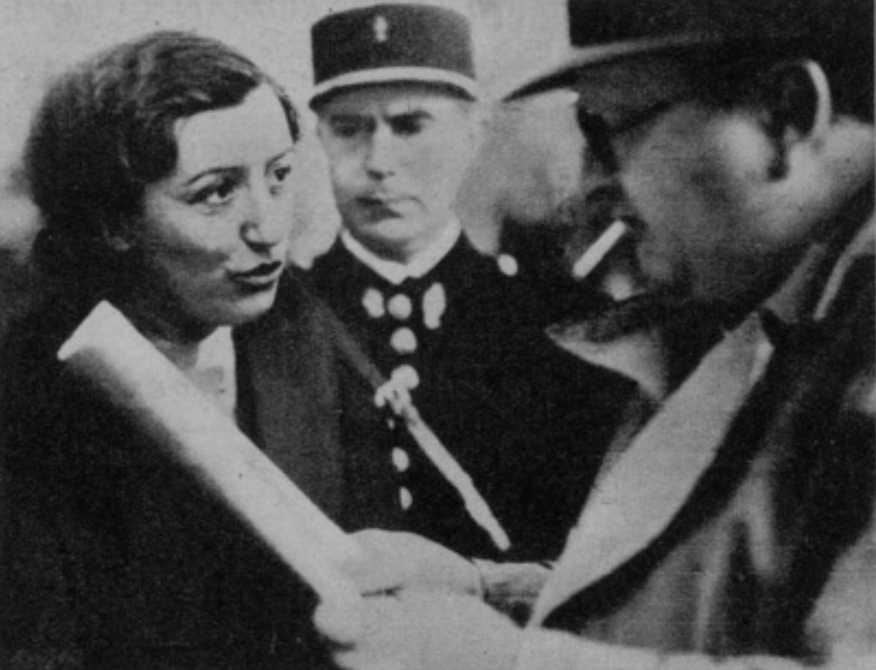
Elisabeth Ducourneau face au juge d'instruction d'Hualt lors de la reconstitution à Belin en 1938.

Abdou Hamoud s'est enrôlé dans l'Armée française en Algérie. Originaire de la région de Constantine, il est désormais caserné à Bordeaux. Pour améliorer le quotidien, il prend part aux vendanges. C'est ainsi qu'il fait la connaissance d'Élisabeth Lamouly qui décide, avec l'accord de son mari, de l'héberger lorsqu'il était en permission pour travailler à l'exploitation. Jean Ducourneau ignore alors tout de l'idylle qui s'est nouée entre sa femme et ce jeune algérien,. Un jour, le couple illégitime qu'ils forment est surpris par sa mère, Mme Lamouly et sa demi-sœur. La mère somme sa fille de renoncer à cette relation ou de tout dire à son mari. Elle tente de lui ouvrir les yeux, ce séducteur n'en veut qu'à son argent. De l'aveu d'Élisabeth Lamouly, c'est son amant qui lui imposa de lui donner un « bouillon de onze heures »,. Toujours selon ses dires, ils se rendent dans une pharmacie de Bordeaux pour y acheter de la digitaline. Tergiversations. Puis, sous la menace de son amant, Élisabeth Lamouly se résout à empoissonner sa mère, patiemment, quotidiennement. Au bout de huit-dix jours, la mère reste alitée. Elle meurt le 31 août 1937. L'acte de décès et le permis d'inhumer sont délivrés sans sourciller. Voici, Élisabeth, désormais orpheline de père et de mère, héritière de l'exploitation familiale et libérée des pressions maternelles. Abdou Hamoud, apparemment fort affecté par le décès, se rapproche encore plus de la famille dont il devient le commensal. C'est lui qui, ventant les mérites et avantages de la métropole aurait convaincu Jean Ducourneau de se porter acquéreur d'un commerce à remettre, un bar, à Bordeaux. La transaction se passe et le couple et leurs deux enfants s'y installent en mai 1938. Tout naturellement, Abdou Hamoud y occupe une chambre au premier étage,. Le couple est victime d'un vol. 46 000 francs en espèces leur ont été dérobés. Jean Ducourneau porte plainte contre x. L'enquête suit son cours. Abdou Hamoud est finalement arrêté puis, après quelque temps passé en prison, est renvoyé en Algérie au 25e régiment du train. L'enquête concernant le vol ayant ouvert les yeux de Jean Ducourneau quant au caractère volage de son épouse, leur vie de couple devient un enfer,. À la suite des aveux d'Élisabeth Lamouly concernant l'empoisonnement de sa mère, un mandat d'amener est lancé contre Abdou Hamoud.

#### L'homicide conjugal
La chambre qu'il occupait ne reste pas longtemps vide. Un jeune docker, Gilbert-Édouard Camou, l'occupe bientôt et ne tarde pas également à endosser les rôles assumés par son prédécesseur auprès de la tenancière, Élisabeth Lamouly. Une fois encore, selon les dires d'Élisabeth Lamouly, c'est son amant, volontiers violent et avide d'argent, qui lui aurait imposé l'idée de supprimer son mari et, dit-elle, c'est ensemble qu'ils se sont rendus, Rue Sainte-Catherine dans une pharmacie pour y acheter de la digitaline en granulés. Une première tentative d'empoisonnement est menée le 22 octobre. En l'absence de réaction notable, la dose est triplée, le matin du 25 octobre, de quoi « faire calancher un gaille »,. L'effet est immédiat. Jean Ducourneau meurt sans reprendre connaissance, le jour même vers midi,,. Abdou Hamoud est retrouvé et arrêté à Casablanca en possession de documents compromettant relatifs tant au décès de la mère Lamouly que de celui de Jean Ducourneau. Il est écroué.
Le 7 novembre 1938, un légiste procède à l'autopsie du cadavre de Jean Ducourneau. Plus tard, le corps de la mère d'Élisabeth Lamouly, veuve Ducourneau, sera exhumé à des fins d'analyse. Le juge d'instruction d'Hualt se rendra même sur place à Belin pour une reconstitution. La ligne de défense d'Élisabeth Lamouly se dessine, c'est chaque fois sous l'influence de ses amants qu'elle s'est livrée à des actes criminels tout d'abord envers sa mère et ensuite son conjoint. Les enquêteurs n'en croient rien. Par la suite, elle se rétracte de ses aveux tout comme Gilbert-Édouard Camou.

### La condamnation
Un expert psychiatre, est désigné, Molin de Teyssieu. Il remet ses conclusions : Élisabeth Lamouly dispose de toutes ses facultés mentales. Rien ne s'oppose à son procès. Elle est représentée par deux avocats dont Odette Angelmann du barreau de Paris. Ses avocats souhaitent l'acquittement sur base du « manque de preuves flagrantes » établissant les faits. Malgré un brillant plaidoyer devant le jury girondin, Élisabeth Lamouly est condamnée à mort le 26 avril 1940. Ses deux complices, Abdou Hamoud et Gilbert-Édouard Camou sont, quant à eux, condamnés à vingt années de réclusion,.

#### Contexte historique

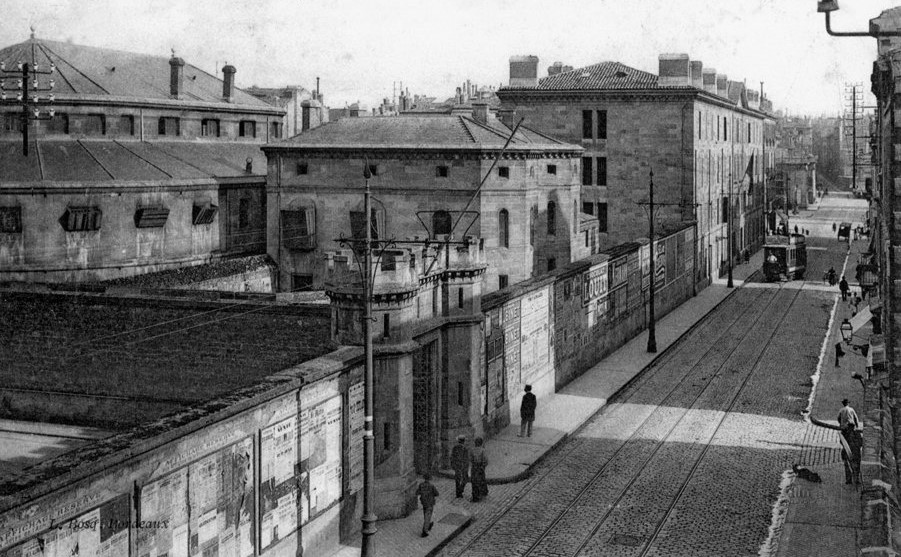
Une des entrées de la Prison du Hâ photographiée vers 1930.

Muni des pleins pouvoirs, Philippe Pétain entend doter la France d'un appareil judiciaire fort, rapide et efficace. À cette fin, il met en place différents tribunaux d'exception comme la « cour criminelle spéciale ». Les assises voient leur nombre de membres du jury passer de douze à six. La peine de mort est étendue à un large éventail de forfaits dont certains vols qualifiés. Quant au sort réservé aux meurtrières, Pétain s'interroge « Pourquoi pas les femmes ? ». Il est vrai que depuis 1893, les peines de mort prononcées à l'encontre de femmes bénéficiaient automatiquement de la grâce présidentielle mais Philippe Pétain n'entend pas souscrire à ce clément usage,.
Élisabeth Lamouly sera la première des cinq femmes guillotinées par le régime de Vichy,.

### L'exécution
Le matin du 8 janvier 1941, une guillotine est installée dans la cour intérieure de la Prison du Hâ. À l'annonce de son imminente exécution, Élisabeth Lamouly se débat, griffe et frappe. En hurlant, elle s'aggrippe à tout ce qu'elle peut trouver pour ne pas être emmenée de force si bien que ses geôliers sont contraints de la ligoter. Le bourreau, Jules-Henri Desfourneaux reste impassible, ce qui n'est pas le cas de son assistant, André Obrecht, marqué par la scène qui prend fin à 9 h 3 lorsque le couperet s'abat sur la condamnée,.

### Presse d'époque
- Le journal, « Émule bordelaise de Marie Becker : Une femme a empoisonné sa mère et son mari. », Le Journal, Paris, no 16818,‎ 1938 (lire en ligne).
- [PDF] Geo Guasco, « L'empoisonneuse de Bordeaux », Police magazine, no 416,‎ 1938, p. 2 (lire en ligne, consulté le 7 avril 2023).
- [PDF] Jean Palauqui, « Les 2 meurtres de Mme Bovary », Détective, no 525,‎ 1938, p. 10-11 (lire en ligne, consulté le 7 avril 2023).
- n. c., « Les empoisonneurs de Bordeaux », Détective, no 596,‎ 1940, p. 12 (lire en ligne, consulté le 7 avril 2023).
- P. A., « Une femme guillotinée à Bordeaux », Paris-Soir,‎ 1941, p. 1-3 (lire en ligne, consulté le 9 avril 2023).
- LPP, « La femme Ducourneau a été guillotinée », Le Petit Parisien,‎ 9 janvier 1941 (lire en ligne, consulté le 9 avril 2023).